# Unexpect
Gli Unexpect (spesso in maiuscolo uneXpect, unexpecT, UnexpecT) sono stati band avant-garde metal canadese, il cui stile amalgamava differenti generi musicali, tra cui black metal, death metal, progressive metal, melodic metal, musica classica, opera, musica medievale, jazz, elettronica, ambient, noise e musica gitana.

## Storia
Gli Unexpect registrarono il loro primo album intitolato Utopia nel 1998, il quale venne pubblicato nel 1999. Questo primo lavoro fu acclamato da molti paesi in tutto il mondo, nonostante la limitata distribuzione, e con internet come loro unico supporto. Nel 2003 fu pubblicato l'EP _wE, Invaders, dalla Galy Records. Firmarono poi con la The End Records, con sede a New York. Nel 2006 pubblicarono il secondo album, In a Flesh Aquarium, il 22 agosto 2006.  Nel 2011 uscì l'album Fables of the Sleepless Empire.
In un post su Facebook del 2015, il gruppo annunciò lo scioglimento, oltre alla fondazione di altri progetti dei musicisti: Vvon Dogma I, Decadawn e Endvade.

### Tour
Nel 2006, gli Unexpect, terminarono il loro tour del Canada e degli Stati Uniti, con l'auspicio di suonare in alcune date anche con band come i The Gathering e Giant Squid. Aprirono anche i concerti di con band come Sodom, Finntroll, Kataklysm, Green Carnation, Sonata Arctica, Nile, con la band thrash metal e Warbringer. Hanno anche suonato nel festival Heavy MTL il 21 giugno 2008 insieme a Overkill, 3 Inches of Blood, Mastodon e Iron Maiden. Nel 2009 la band accompagnò Dream Theater, Opeth e Bigelf nell'inaugurale Progressive Nation Tour europeo.

## Formazione
- Syriak (ex-Magister Dixit) - voce, chitarra (1996 - 2015)
- Artagoth - voce, chitarra (1996 - 2015)
- ChaotH - basso (2001 - 2015)
- Leïlindel - voce (2001 - 2015)
- Landryx - batteria (2004 - 2015)
- Blaise Borboën-Léonard - violino (2007 - 2015)
- Exod - tastiere (1996-2002 come batteria, 2002 - 2010)

## Discografia
Album in studio
- 1999 - Utopia
- 2006 - In a Flesh Aquarium
- 2011 - Fables of The Sleepless Empire

EP
- 2003 - wE, Invaders